# Gradska vijećnica u Bochumu
Gradska vijećnica u Bochumu ili Rathaus Bochum sjedište je političke vlasti u Bochumu.

## Povijest
1697. stara gradska vijećnica nalazila se na staroj tržnici nasuprot župne crkve Sv.petra i Pavla. Od 1886. smještena je na području bivšega hotela na Aveniji. Zbog rasta stanovnika u gradu nadograđivala se tri puta: 1904, 1926 i 1929. godine.
Prvi arhitektonski natječaj o za uspostavljanje odgovarajuće gradske vijećnice raspisao se 1912., međutim nisu dogovoreni planovi nadogradnje. Stoga se sve do kraja Prvoga svjetskoga rata nije raspisivao novi natječaj. Tek je 1925. ponovo raspisan natječaj na kojemu ni pobjednik natječaja nije bio u mogućnosti provesti svoju ideju u djelo. Međutim izgradnja nove gradske vijećnice bila je hitnija nego ikad prije. S ciljem bezvremenske arhitekture, dakle 1926. arhitekt Karl Roth, dizajner triju dvorana: u Dresdenu (1905. – 1910.), Kasselu (1905. – 1909,) i Barmena (1922.), osmislio je novi dizajn buduće vijećnice.
Polaganjem kamena temeljca 1926. započela je izgradnja gradske vijećnice, koja je trajala sve do 20. svibnja 1931.  kada je i svečano otvorena. Cijena izgradnje nove gradske vijećnice, potrebne zbog ubrzanog rasta grada, iznosila je ondašnjih 9.250.000 Reichsmaraka (RM). 
Darmstadtski arhitekt Karl Roth stvorio je modernu poslovnu zgradu s 329 soba u povijesnom ambijentu španjolskog samostana u mjestu El Escoria (1562. – 1584.) u španjolskom renesansnom stilu.
Zgrada gradske vijećnice ima simetrični tlocrt. Os simetrije je sudsko vijeće koje leži s bočnim dvorištima na obje strane. Izvana se nalaze velika vrata koja s dva trijema čine ulaz uređen fasadom i dekorativnim elementima. Zgrada je građena od tvrdog granita koji je služio kao baza, a fasada je rađena od Shell kamena, dok je škrljica korištena za krov zgrade. U hodnicima i privatnim sobama ima mramornih elemenata zajedno s brončanom lamperijom i namještajem od tamnog drva. Ostali elementi u dvorištu su zvonik i fontana izrađena od sedre i bronce. U simetrije osi vijeća nalazi se Sud, koji je prema nacrtima Ferdinanda Keilmanna iz restauracijskog projekta 1950. temeljito uređen u skladu s normama. Iznutra namještaj od masivnoga drveta, brončana lamperija i mala čitaonica. Nekoć jedinstvena služinjska soba podijeljena je 1980. na dvije manje prostorije s bočnim prozorima. Vrt gradske vijećnice veličine je 40x46 m, te je potpuno ograđen sa sve četiri strane.
Za navodni pretjerani pretjerani sjaj i kićenost gradske vijećnice nacisti su napali bivšeg židovskog gradonačelnika Otu Ruera (1879. – 1933.), te ga pod tom izlikom i streljali. Napadnut je zbog raskošnoga unutarnjega interijera i dekorativnih elemenata na zgradi (kipova, prozorskih ukrasa i sl.). Nacistima je dozvoljeno 1943. rastaliti brončane skulpture za potrebe naoružanja. U ratu su tijekom noćnih bombardiranja naslijepo bile oštećene sve kamene rezbarije, osim lavljih glava iznad portala. 
Ratna oštećenja iz Drugoga svjetskoga rata sanirana su tek 1951. 1980. i 1982. došlo je pojedinih preinaka soba u poslovne prostore, a to nisu bili jedini građevinski radovi u to vrijeme. Uz vijećnicu je podignuto Obrazovno i upravno središte (BVZ) (arhitekti Bahlo, Köhnke, Stosberg i partneri), a pojedini prostori su dani na iznajmljivanje i najam. 2000. dijelovi povijesne gradske vijećnice obnovljeni su u svrhu uspostave tzv. Građanskih usluga i mjesta za kontaktiranje o zaštiti gradskoga okoliša, policiji i sustavu rada javnoga prijevoza. Planove za obnovu je izradio arhitekt Schröder Schulte-Ladbeck iz Dortmunda.

## Fontane i zvono
U dvorištu vijećnice nalaze se dvije fontane ljepote i sreće i brončana fontana Augusta Vogela. Fontana sreće sastoji se od mnoštva pozlaćenih likova, svakoga sa svojim simbolom: vjenčani prsten i papuče za bračnu sreću, jabuku koja simbolizira plodnost, prazni novčanik za optimizam i balon kao iluziju. 
Carillon se sastoji od 28 zvona lijevanog čelika s ukupnom težinom od 2300 kg, svako težine između 375-400 kg. Radi se o prvom zvonu od lijevanog čelika Carillon u svijetu. Zvono ispred gradske vijećnice je 1867. godine kao najveće od četiriju zvona bila svojevrsna atrakcija u Općoj izložbi u Parizu. Originalno zvono uništeno je u ratu, tijekom kojega je neumorno upozoravalo stanovnike Bochuma na opasnost od napada iz zraka. Vjerna kopija negdašnjeg velikana sa svjetske izložbe u Parizu izlivena je 1951. na poticaj Bochumske udruge rudarstva i lijevanja čelika. Stajala je kao spomenik u prostorijama do 1979. S promjerom od 3.13 m ima težinu od 15.000 kg, a i dan danas je predmet divljenja mnogih posjetitelja.
Krupp je 1985. gradskoj vijećnici donirao još jednu fontanu, rad kipara i grafičara Erwina Hegemanna. Fontana je izrađena od nehrđajućega čelika i pojačana titanom.

## Prometne poveznice
U neposrednoj blizini gradske vijećnice nalazi se stanica metroa Bochum Rathaus. Također do vijećnice se može doći javnim prijevozom.